# Шкляр Володимир Борисович
Шкляр Володимир Борисович (нар. 16 вересня 1960, м. Кіровобад, Азербайджан) — український політик, науковий директор ТОВ «Таргет Сервіс-Агро».

## Біографія
Народився 16 вересня 1960 (місто Кіровобад, Азербайджан); українець; батько Борис Семенович.
Освіта: Українська сільськогосподарська академія, інженерний факультет (1979—1984), інженер, викладач сільськогосподарських дисциплін; кандидатська дисертація «Оновлення та розвиток технічних засобів у сільськогосподарському виробництві» (Інститут аграрної економіки УААН).
Вересень 2007 — кандидат в народні депутати України від Блоку «Наша Україна — Народна самооборона», № 123 в списку. На час виборів: тимчасово не працював, член НСНУ.
Народний депутат України 5-го скликання з вересня 2006 до червня 2007 від Блоку «Наша Україна», № 84 в списку, член НСНУ. Член фракції «Наша Україна» (з вересня 2006). Член Комітету з питань правосуддя (з грудня 2006). Склав депутатської повноваження 15 червня 2007.
Народний депутат України 4-го скликання з квітня 2002 до квітня 2006, виборчий округ № 8, АР Крим, самовисування. За 24.92 %, 8 суперників. На час виборів: директор Кримської державної дослідної станції УААН, член АПУ. Член групи «Народовладдя» (червень 2002 — березень 2004), позафракційний (березень — квітень 2004), уповноважений представник групи «Центр» (квітень 2004 — березень 2005). Заступник голови Комітету з питань аграрної політики та земельних відносин (з червня 2002).
- 1984—1986 — інженер відділу управління сільського господарства Київського облвиконкому.
- 1986—1987 — старший інженер Київського обласного управління матеріально-технічного забезпечення Держпостачу Ради міністрів УРСР.
- 1987—2002 — завідувач майстерні, механік, головний інженер, заступник директора, директор Кримської державної дослідної станції УААН, село Клепиніне Красногвардійського району.

Довірена особа кандидата на пост Президента України Віктора Ющенка в ТВО № 8 (2004—2005). Член Комітету національного порятунку (листопад 2004 — січень 2005).
Був членом Ради НС «Наша Україна» (з березня 2005), голова Кримської республіканської організації НСНУ.
Володіє німецькою мовою.